# Colima (Costa Rica)
Colima es un distrito del cantón de Tibás, en la provincia de San José, de Costa Rica.

## Toponimia
Probablemente el nombre de Colima se debe a una gran hacienda cafetalera llamada "Hacienda de Colima", propiedad del señor Alejo C. Jiménez Fernández (1819-1878), que en el año 1884 media más de 375 manzanas de extensión y que se ubicaba en los que hoy en día son los barrios de León XIII, Colima de Tibás, Cuatro Reinas, parte de Uruca y cercanías del hospital México, dicha hacienda contaba con beneficio de café ubicado contiguo a la plaza de la Uruca, San José, Costa Rica.(*mortual del sr.Alejo C.Jiménez Fernández)

## Historia
Colima fue creado el 17 de agosto de 1999 por medio de Decreto Ejecutivo 28109-G . El 28 de septiembre de 1999, el distrito de Colima es segregado del distrito de Cinco Esquinas.

## Ubicación
El distrito limita al norte con el cantón de Santo Domingo, al oeste con el distrito de León XIII, al sureste con el cantón de San José, al sur con el distrito de Cinco Esquinas y al este con el distrito de San Juan. 

## Geografía
Colima cuenta con un área de 2,01 km² y una altitud media de 1130 m s. n. m.

## Educación
Ubicadas propiamente en el distrito de Colima se encuentran los siguientes centros educativos:
- Escuela Rafael Vargas Quirós
- Centro Educativo Ábaco
- Preescolar ABC

## Demografía
Para el año 2022, Colima cuenta con una población estimada de 15 347 habitantes, y para el último censo efectuado, en 2011, Colima contaba con una población de 13 525 habitantes.

## Localidades
- Barrios: Anselmo Alvarado, Balsa, Cuatro Reinas (octava etapa), Cuatro Reinas, González Truque (comparte con San Juan), Las Rosas, Manolo Rodríguez, Orquídeas, Rey, San Agustín.

## Transporte

### Carreteras
Al distrito lo atraviesan las siguientes rutas nacionales de carretera:
- Ruta nacional 101
- Ruta Nacional 39 (Circunvalación)

### Ferrocarril
El Tren Interurbano administrado por el Instituto Costarricense de Ferrocarriles, atraviesa este distrito, con su respectiva estación ferroviaria.

## Concejo de distrito
El concejo de distrito de Colima vigila la actividad municipal y colabora con los respectivos distritos de su cantón. También está llamado a canalizar las necesidades y los intereses del distrito, por medio de la presentación de proyectos específicos ante el Concejo Municipal. La presidenta del concejo del distrito es la síndica propietaria del partido Liberación Nacional, María Eduvigis Vargas Alpízar.
El concejo del distrito se integra por:
| #                       | Partido                         | Nombre                        |
| Síndico propietario     | Síndico propietario             | Síndico propietario           |
| ----------------------- | ------------------------------- | ----------------------------- |
| 1                       | Partido Liberación Nacional     | María Eduvigis Vargas Alpízar |
| Síndico suplente        |                                 |                               |
| 2                       | Partido Liberación Nacional     | Isaac Rojas Zúñiga            |
| Concejales propietarios |                                 |                               |
| 3                       | Partido Liberación Nacional     | Bryan Alberto Oviedo Vargas   |
| 4                       | Partido Liberación Nacional     | Silvia Isabel Guzmán Castro   |
| 5                       | Coalición Somos Tibás           | Rashiatori Rivera Peralta     |
| 6                       | Partido Unidad Social Cristiana | Marco Vinicio Rojas Rojas     |
| Concejales suplentes    |                                 |                               |
| 7                       | Partido Liberación Nacional     | Sandra Isabel Pizarro Pizarro |
| 8                       | Partido Liberación Nacional     | Omar Jesús Guzmán Castro      |
| 9                       | Coalición Somos Tibás           | Marcela Montero d'Avola       |
| 10                      | Partido Unidad Social Cristiana | Carmen María Navarro Montero  |